# ریکاردو سامپر
ریکاردو سامپر (انگلیسی: Ricardo Samper؛ ۲۵ اوت ۱۸۸۱ – ۲۷ اکتبر ۱۹۳۸) یک سیاست‌مدار اهل اسپانیا بود.